# Gianfranco Licandro
Gianfranco Licandro (* 1947 in Messina) ist ein italienischer Schauspieler.
Seit 1971 lebt Licandro im deutschsprachigen Raum und ist derzeit in Wien wohnhaft.

## Filmographie (Auswahl)
- 1997: Ein Schutzengel auf Reisen
- 1998: Mörderische Abfahrt – Skitour in den Tod
- 2001: The Red Phone
- 2001: Ainoa
- 2003: Balko
- 2007: Copy
- 2013: Aktenzeichen XY … ungelöst
- 2014: Heiter bis tödlich: Morden im Norden
- 2015: Käthe Kruse
- 2017: Tarantella